# Zonitis ruficollis
Zonitis ruficollis is een keversoort uit de familie van oliekevers (Meloidae). De wetenschappelijke naam van de soort is voor het eerst geldig gepubliceerd in 1877 door Frivaldszky.